# 宮﨑駿 (野球)
宮﨑 駿（みやざき はやお、1990年11月27日 - ）は、福井県福井市出身の元プロ野球選手（外野手、内野手）。右投左打。プロでは育成選手であった。

## 経歴
福井工業大学附属福井高等学校時代は3年春の県大会で優勝。夏の福井県予選では四強入りするが、準決勝で北陸高校に延長の末5-8で敗退して甲子園出場はなし。 
高校卒業後、東海地区大学野球連盟に加盟する三重中京大学へ進学。同期に東北楽天ゴールデンイーグルスに入団した則本昂大や後にチームメイトとなった河野大樹がいる。2010年東海地区大学野球春季選手権大会で指名打者として、また2012年東海地区春季大会で外野手としてベストナインに選出される。 2012年東海地区秋季大会では打率.667で大学同期の高橋孝司と共に首位打者となる。全日本大学野球選手権大会は2010年と2012年の2度出場を果たし、2012年の大会では1回戦で大阪体育大学の松葉貴大から本塁打を放つが試合は1-2で敗れる。また2012年明治神宮野球大会にも出場し、1回戦の京都学園大学戦では自らの3安打1打点の活躍もあり6-4で勝利するが、2回戦の法政大学戦では三嶋一輝に4安打16三振と抑え込まれて0-1で敗れる。既に新入生募集を停止し4年生しか在籍しておらず、その後2013年12月18日で閉学した三重中京大の野球部にとってこれが最後の試合となった。 
2012年のプロ野球育成ドラフト会議で、福岡ソフトバンクホークスから、外野手として4巡目で指名。この年のドラフト会議で指名された選手（支配下登録選手扱いを含めて総勢83名）では最後の指名であったが、結局育成選手として入団した。この入団によって、三重中京大から直接NPB加盟の球団に入った最後の選手になった。ただし、2014年には、前述の河野がNOMOベースボールクラブ経由で育成選手としてソフトバンクに入団している。

### ソフトバンク時代
2013年には、内野手として登録されると、三軍戦を中心に出場。二軍では、ウエスタン・リーグ公式戦で1試合（1打席）の出場にとどまった。
2014年には、ウエスタン・リーグ公式戦28試合に出場。打率.162、2打点という成績を残した。
2015年には、登録を再び外野手へ変更したが、ウエスタン・リーグ公式戦では13試合の出場で打率.053と低迷。支配下選手登録や、一軍への昇格を果たせなかった。10月26日に球団から戦力外通告を受けたことを機に、現役を引退。

### 現役引退後
「大学への進学前に興味があった」という警察官に転身すべく、2016年に警察官採用試験を受ける予定と報じられた。2016年5月13日にNPBが発表した2015年戦力外選手・引退選手の進路調査結果で、ソフトバンクの2選手が大阪府警に合格していると発表されており、2選手の具体的な選手名は挙げられていないが宮﨑のことも指しているとみられる。

## プレースタイル
50メートル走6秒1という俊足の持ち主で、スピードが持ち味。打撃も細身ながらパンチ力があり、勝負強さ、大舞台での強さがある。しかし、ソフトバンクに在籍した3年間では、ウエスタン・リーグ公式戦での通算盗塁数が2にとどまった。
外野と内野の両方を守ることができ、ソフトバンク時代、ウエスタン・リーグ公式戦には主に三塁手や左翼手、また一塁手や右翼手としても出場した。

## 人物
アニメ監督の宮﨑駿と同姓同名である。1990年の午年生まれで、両親は「馬」が入った「駿」の字の名前を考えていた。父は「しゅん」と読ませるつもりだったが、スタジオジブリ作品に触れながら青春時代を送った母が「はやお」と決断した。宮﨑自身も『紅の豚』や『崖の上のポニョ』などのジブリ作品が好きで、支配下選手登録を果たした場合には、『魔女の宅急便』で使われていた楽曲を登場曲に採用する予定だった。
ドラフト当時の就職活動では苦労し、2社の採用試験に失敗し、大学から紹介された業務用冷蔵庫の販売会社に決まりかけていた。野球をやめ地元・福井で会社勤めをする心づもりをしていた時に、ソフトバンクの指名が舞い込んだ。
同期生の飯田優也とは同じ生年月日である。

## 詳細情報

### 年度別打撃成績
- 一軍公式戦出場なし

### 背番号
- 132 （2013年 - 2015年）